# Холл, Уинслоу
Уинслоу Уильям Холл (англ. Winslow William Hall; 15 мая 1912, Окленд, Калифорния — 27 декабря 1995, Dutch Flat, Калифорния) — американский гребец, выступавший за сборную США по академической гребле в начале 1930-х годов. Чемпион летних Олимпийских игр в Лос-Анджелесе, победитель и призёр многих студенческих регат. Офицер ВМС США, участник Второй мировой войны.

## Биография
Уинслоу Холл родился 15 мая 1912 года в Окленде, штат Калифорния.
Занимался академической греблей во время учёбы в Калифорнийском университете в Беркли, состоял в местной гребной команде «Калифорния Голден Бирс», неоднократно принимал участие в различных студенческих регатах.
Наивысшего успеха в гребле на международном уровне добился в сезоне 1932 года, когда, ещё будучи студентом университета, вошёл в основной состав американской национальной сборной и благодаря череде удачных выступлений удостоился права защищать честь страны на домашних летних Олимпийских играх в Лос-Анджелесе. В составе распашного экипажа-восьмёрки с рулевым в финале обошёл всех своих соперников, в том числе на две десятых секунды опередил ближайших преследователей из Италии, и тем самым завоевал золотую олимпийскую медаль.
Окончил университет в 1933 году, получив степень в области экономики.
Некоторое время работал по специальности, но с началом Второй мировой войны был призван на службу в Военно-морские силы США — награждён пятью боевыми звёздами, уволен в звании лейтенант-коммандера.
Впоследствии начал свой собственный бизнес, связанный с продажей зерна и продуктов питания. В течение многих лет занимался активной общественной деятельностью, состоял во многих общественных советах и комитетах.
Умер 27 декабря 1995 года в поселении Датч-Флэт, штат Калифорния, в возрасте 83 лет.